# Nagašino (hrad)
Nagašino (japonsky 長篠城, Nagašino-džó) je hrad ležící na soutoku řek Taki a Ono v hornaté východní části historické provincie Mikawa.

## Vlastnictví
Na začátku 16. století patřil k panství klanu Imagawů ze Surugy, později si jej přivlastnili Takedové jako součást svého panství Kaie. V prvním roce éry Tenšó (1573) hrad obsadil Iejasu Tokugawa.

## Bitvy
Pro svoji strategickou polohu Nagašino bylo místem mnoha bitev, ale nejznámější proběhla v třetím roce éry Tenšó (1575) mezi vojskem Kacujoriho Takedy, syna slavného Šingena Takedy, a spojenými vojsky Nobunagy Ody a Iejasua Tokugawy. Porážka Kacujoriho předznamenala konec klanu Takedů, završený Kacujoriho seppukou po drtivém útoku Nobunagovy armády na provincii Kai v roce 1582. Bitvu popisuje v románu Taikó Eidži Jošikawa.

### Nový způsob boje
K porážce početně silnější armády Takedů, kteří spoléhali na tradiční způsob boje, zejména na své jezdectvo a elitní jednotky, přispěl moderní způsob vedení boje Nobunagovy armády, využívající nové zbraně a postupy. Nobunaga věděl o slabině střelců, a proto vymyslel novou taktiku. Rozdělil své tři tisíce střelců do tří skupin. Když vystřelila první, okamžitě ustoupila a přenechala místo druhé. Potom se rozestoupila druhá řada a nechala se vystřídat třetí řadou. V bitvě padlo na 10 000 Takedových vojáků, kteří využili zoufalou taktiku „štítů smrti“, kdy se vojáci v předních řadách prostě obětovali, aby kryli výpad dalších řad.